# Donacobius atricapilla
Donacobius atricapilla е вид птица от семейство Donacobiidae, единствен представител на род Donacobius.

## Разпространение
Видът е разпространен в Аржентина, Боливия, Бразилия, Колумбия, Еквадор, Френска Гвиана, Гвиана, Панама, Парагвай, Перу, Суринам и Венецуела.